# Monterrey Open 2019
Il Monterrey Open 2019, conosciuto anche come Abierto GNP Seguros 2019 per motivi di sponsorizzazione, è stato un torneo femminile di tennis giocato sul cemento. È stata l'11ª edizione del torneo, facente parte della categoria International nell'ambito del WTA Tour 2019. Si è giocato al Club Sonoma di Monterrey, in Messico, dal 1º al 7 aprile 2019.

## Partecipanti

### Teste di serie
| Nazionalità | Giocatrice               | Ranking* | Testa di serie |
| ----------- | ------------------------ | -------- | -------------- |
| Germania    | Angelique Kerber         | 4        | 1              |
| Spagna      | Garbiñe Muguruza         | 17       | 2              |
| Russia      | Anastasija Pavljučenkova | 33       | 3              |
| Stati Uniti | Alison Riske             | 45       | 4              |
| Bielorussia | Viktoryja Azaranka       | 46       | 5              |
| Belgio      | Kirsten Flipkens         | 56       | 6              |
| Francia     | Kristina Mladenovic      | 68       | 7              |
| Slovacchia  | Magdaléna Rybáriková     | 73       | 8              |

* Ranking al 18 marzo 2019.

### Altre partecipanti
Le seguenti giocatrici hanno ricevuto una wild card per il tabellone principale:
- Giuliana Olmos
- Victoria Rodríguez
- Renata Zarazúa

Le seguenti giocatrici sono entrati nel tabellone principale passando dalle qualificazioni:

- Beatriz Haddad Maia
- Miyu Katō
- Kristína Kučová
- Xu Shilin

Le seguenti giocatrici sono entrati nel tabellone principale come lucky loser:
- Gréta Arn
- Elena-Gabriela Ruse

### Ritiri
Prima del torneo
- Eugenie Bouchard → sostituita da  Harriet Dart
- Katie Boulter → sostituita da  Gréta Arn
- Donna Vekić → sostituita da  Olga Danilović
- Wang Yafan → sostituita da  Ivana Jorović
- Dajana Jastrems'ka → sostituita da  Misaki Doi
- Vera Zvonarëva → sostituita da  Elena-Gabriela Ruse

Durante il torneo
- Viktoryja Azaranka

## Punti
| Evento    | V   | F   | SF  | QF | 2T | 1T   | Q    | Q3   | Q2   | Q1   |
| Singolare | 280 | 180 | 110 | 60 | 30 | 1    | 18   | 14   | 10   | 1    |
| Doppio    | 280 | 180 | 110 | 60 | 1  | N.D. | N.D. | N.D. | N.D. | N.D. |

## Montepremi
| Evento    | V       | F       | SF      | QF     | 2T     | 1T     | Q3     | Q2   | Q1   |
| Singolare | $43,000 | $21,400 | $11,300 | $5,900 | $3,310 | $1,925 | $1,005 | $730 | $530 |
| Doppio*   | $12,300 | $6,400  | $3,435  | $1,820 | $960   | N.D.   | N.D.   | N.D. | N.D. |

*per squadra

## Campionesse

### Singolare
Garbiñe Muguruza ha sconfitto  Viktoryja Azaranka con il punteggio di 6-1, 3-1 rit.
- È il settimo titolo in carriera per Muguruza, il primo della stagione.

### Doppio
Asia Muhammad /  Maria Sanchez hanno sconfitto in finale  Monique Adamczak /  Jessica Moore con il punteggio di 7–6(2), 6-4.